# جون غوستافسون
جون غوستافسون هو مخرج آيسلندي، ولد في 1963 في أكرانيس في آيسلندا.

## وصلات خارجية
- جون غوستافسون على موقع IMDb (الإنجليزية)
- جون غوستافسون على موقع أول موفي (الإنجليزية)
- جون غوستافسون على موقع كينوبويسك (الروسية)